# Universidad de Caen
La Universidad de Caen (en francés: Université de Caen Basse-Normandie) es un centro de enseñanza superior situado en la ciudad francesa de Caen, en la Normandía.

## Historia
Fue fundada en 1432 por los ingleses, que habían conquistado la ciudad y es, con ello, una de las más antiguas de Francia. Se impartían, en latín clases de derecho, letras y teología.
Durante la Batalla del desembarco de Normandía, en junio de 1944, gran parte de la ciudad fue destruida, y también la universidad, que se reconstruyó en un emplazamiento nuevo y siguiendo el modelo de campus americano, con amplias zonas verdes. Las obras dieron comienzo en 1956. Como símbolo se eligió el ave fénix, cuya estatua está ubicada en la explanada principal.
En 1975 se construyó el hospital universitario (C.H.U.), de gran importancia también como fuente de empleo.

## Facultades
La Universidad cuenta hoy en día con unos 25.000 estudiantes, distribuidos en cuatro campus:
- Campus 1: en el centro de la ciudad, con Lenguas Modernas, Geografía, Derecho, Historia, Psicología, Filología Francesa, Filosofía y Economía.
- Campus 2: Deporte, Matemáticas, Química, Física, Ingeniería, IUT.
- Campus 3: IUT Communication d'IFS
- Campus 4 (cerca de CHU): Economía.

Dentro del hospital universitario se encuentra la Facultad de Medicina y cerca también la Escuela de Enfermería y la Facultad de Farmacia. 
Tiene subsedes en Cherbourg, St.Lo (IUFM), Vire, Alencon y Lisieux.